# Orlando Antonini
Orlando Antonini (ur. 15 października 1944 w Villa Sant’Angelo we Włoszech) – duchowny katolicki, arcybiskup, nuncjusz apostolski.

## Życiorys
29 czerwca 1968 otrzymał święcenia kapłańskie i został inkardynowany do archidiecezji L’Aquila. W 1976 rozpoczął przygotowanie do służby dyplomatycznej na Papieskiej Akademii Kościelnej. 
24 lipca 1999 został mianowany przez Jana Pawła II nuncjuszem apostolskim w Zambii i Malawi oraz arcybiskupem tytularnym Formiae. Sakry biskupiej 11 września 1999 udzielił mu ówczesny Sekretarz Stanu Angelo Sodano. 
W 2005 został przeniesiony do nuncjatury w Paragwaju. 8 sierpnia 2009 został nuncjuszem w Serbii.
30 września 2015 przeszedł na emeryturę.